# Japan Record Awards
The Japan Record Awards (jap. 日本レコード大賞 Nihon Rekōdo Taishō) – jedna z głównych ceremonii rozdania nagród muzycznych, organizowany i przyznawany przez Stowarzyszenie Kompozytorów Japonii (JACOMPA) w sposób podobny do amerykańskich nagród Grammy. Odbywa się corocznie w Japonii.
Boysband EXILE posiada najwięcej zwycięstw, ma na swoim koncie cztery nagrody.

## Historia
Od 2004 roku program odbywa się w miejscu New National Theatre Tokyo.
Do 2005 roku program emitowany był w Sylwestra, ale od tej pory emitowany jest 30 grudnia w TBS o godzinie 18:30 i jest prowadzony przez wielu prezenterów.

## Nagrody
- Najlepsza Piosenka Roku

Nominacja do Grand Prix
- Najlepszy Nowy Artysta
- Nowy Artysta

Nominacja do Najlepszego Nowego Artysty
- Nagroda Specjalna
- Najlepszy Piosenkarz/Piosenkarka
- Nagroda Stowarzyszenia Kompozytorów Japonii

Przyznawana przez Stowarzyszenie Kompozytorów Japonii
- Nagroda za osiągnięcia
- Nagroda za całokształt twórczości
- Nagroda Dla Kompozytora
- Nagroda Dla Najlepszego Autora Tekstów Piosenek
- Nagroda Dla Najlepszego Aranżera
- Najlepszy Album
- Album Doskonałości

### Grand Prix Najlepsza Piosenka Roku (podsumowanie)
- 1959 – Hiroshi Mizuhara za „Kuroi hanabira”
- 1960 – Kazuko Matsuo, Hiroshi Wada & Mahina Stars za „Dareyori mo Kimi o Aisu”
- 1961 – Frank Nagai za „Kimi Koishi”
- 1962 – Yukio Hashi & Sayuri Yoshinaga za „Itsudemo Yume o”
- 1963 – Michiyo Azusa za „Konnichiwa Akachan”
- 1964 – Kazuko Aoyama za „Ai to Shi o Mitsumete”
- 1965 – Hibari Misora za „Yawara”
- 1966 – Yukio Hashi za „Muhyō”
- 1967 – Jackey Yoshikawa & His Blue Comets za „Blue Chateau”
- 1968 – Jun Mayuzumi za „Tenshi no Yūwaku”
- 1969 – Naomi Sagara za „Iijanaino Shiawasenaraba”
- 1970 – Yoichi Sugawara za „Kyō de Owakare”
- 1971 – Kiyohiko Ozaki za „Mata auhimade”
- 1972 – Naomi Chiaki za „Kassai”
- 1973 – Hiroshi Itsuki za „Yozora”
- 1974 – Shinichi Mori za „Erimo Misaki”
- 1975 – Akira Fuse za „Cyclamen no Kaori”
- 1976 – Harumi Miyako za „Kita no Yado Kara”
- 1977 – Kenji Sawada za „Katte ni Shiyagare”
- 1978 – Pink Lady za „UFO”
- 1979 – Judy Ongg za „Miserarete”
- 1980 – Aki Yashiro za „Ame no Bojō”
- 1981 – Akira Terao za „Ruby no Yubiwa”
- 1982 – Takashi Hosokawa za „Kita sakaba”
- 1983 – Takashi Hosokawa za „Yagiri no Watashi”
- 1984 – Hiroshi Itsuki za „Nagaragawa Enka”
- 1985 – Akina Nakamori za „Meu amor e...”
- 1986 – Akina Nakamori za „DESIRE”
- 1987 – Masahiko Kondō za „Oroka mono”
- 1988 – Hikaru Genji za „Paradise Ginga”
- 1989 – Wink za „Sabishii Nettaigyo”
- 1990 – B.B. Queens za „Odoru Pompokolin”
- 1991 – KAN za „Ai wa Katsu” oraz Saburō Kitajima za „Kita no Daichi”
- 1992 – Kome Kome Club za „Kimi ga iru dake de” oraz Miyako Ōtsuki za „Shiroi Kaikyō”
- 1993 – Kaori Kōzai za „Mugonzaka”
- 1994 – Mr. Children za „Innocent World”
- 1995 – TRF za „Overnight Sensation”
- 1996 – Namie Amuro za „Don't Wanna Cry”
- 1997 – Namie Amuro za „Can You Celebrate?”
- 1998 – Globe za „Wanna Be A Dreammaker”
- 1999 – Glay za „Winter, again”
- 2000 – Southern All Stars za „Tsunami”
- 2001 – Ayumi Hamasaki za „Dearest”
- 2002 – Ayumi Hamasaki za „Voyage”
- 2003 – Ayumi Hamasaki za „No way to say”
- 2004 – Mr. Children za „Sign”
- 2005 – Kumi Kōda za „Butterfly”
- 2006 – Kiyoshi Hikawa za „Ikken”
- 2007 – Kobukuro za „Tsubomi”
- 2008 – EXILE za „Ti Amo”
- 2009 – EXILE za „Someday”
- 2010 – EXILE za „I Wish For You”
- 2011 – AKB48 za „Flying Get”
- 2012 – AKB48 za „Manatsu no Sounds good!”
- 2013 – EXILE za „EXILE PRIDE ~Konna Sekai o Aisuru Tame~”
- 2014 – Sandaime J Soul Brothers za „R.Y.U.S.E.I.”
- 2015 – Sandaime J Soul Brothers za „Unfair World”
- 2016 – Kana Nishino za „Anata no suki na tokoro”
- 2017 – Nogizaka46 za „Influencer”
- 2018 – Nogizaka46 za „Synchronicity”
- 2019 – Foorin za „Paprika”
- 2020 – LiSA za „Homura”
- 2021 – Da-iCE za „Citrus”
- 2022 – Sekai no Owari za „Habit”
- 2023 – Mrs. Green Apple za „Que Sera Sera”
- 2024 – Mrs. Green Apple za „Lilac”

## Lokalizacje
- 1959–1961: Kyoritsu Women's University
- 1962–1964: Hibiya Kōkaidō
- 1965: Kyoritsu Women's University
- 1966: Hibiya Kōkaidō
- 1967–1968: Shibuya Public Hall
- 1969–1984: Imperial Garden Theatre
- 1985–1993: Nippon Budōkan
- 1993–2003: TBS Broadcasting Center
- Od 2004: New National Theatre Tokyo